# Sông Đắk Tmeo
Sông Đắk Tmeo hay Đăk T'Meo, còn gọi là suối Nước Meo, suối Ta Meo, là một phụ lưu của Đăk Đrinh trong hệ thống sông Trà Khúc. Đăk T'Meo chảy ở huyện Nam Trà My tỉnh Quảng Nam, huyện Kon Plông tỉnh Kon Tum và huyện Sơn Tây, tỉnh Quảng Ngãi, Việt Nam .
Sông có chiều dài 24 km và diện tích lưu vực là 158 km² .

## Dòng chảy
Phần đầu nguồn có tên là suối Nước Meo, khởi nguồn từ các suối ở xã Trà Vân huyện Nam Trà My tỉnh Quảng Nam 15°03′01″B 108°13′09″Đ / 15,050218°B 108,219265°Đ, chảy về hướng đông nam.
Tại ranh giới xã Đăk Ring huyện Kon Plông và xã Sơn Bua, Sơn Liên huyện Sơn Tây thì suối Đăk T'Meo đổ vào Đăk Đrinh .

## Chỉ dẫn
1. ↑  Trong tiếng các dân tộc thuộc nhóm ngôn ngữ Môn-Khmer ở Tây Nguyên và trong tiếng Việt cổ (trước thế kỷ 16, xem Chữ Nôm) thì đăk đã có nghĩa là nước, sông, suối, còn krông nghĩa là sông.